# Контно (Куявсько-Поморське воєводство)
Контно (пол. Kątno, нім. Kontno) — село в Польщі, у гміні Моґільно Моґіленського повіту Куявсько-Поморського воєводства.
Населення — 45 осіб (2011).
У 1975-1998 роках село належало до Бидгощського воєводства.

## Демографія
Демографічна структура станом на 31 березня 2011 року:
|          | Загалом | Допрацездатний вік | Працездатний вік | Постпрацездатний вік |
| -------- | ------- | ------------------ | ---------------- | -------------------- |
| Чоловіки | 25      | 2                  | 22               | 1                    |
| Жінки    | 20      | 4                  | 10               | 6                    |
| Разом    | 45      | 6                  | 32               | 7                    |